# Šafránová stráň
Šafránová stráň je přírodní památka poblíž obce Suchý Důl v okrese Náchod. Důvodem ochrany je populace silně ohroženého šafránu bělokvětého (Crocus albiflorus) na druhově bohaté svahové louce.